# ناحیه تان فوک
منطقه‌تان فوک (به لاتین: Tân Phước District) یک منطقهٔ مسکونی در ویتنام است که در مکونگ دلتا واقع شده‌است.

## خصوصیات
منطقه‌تان فوک ۳۴۳ کیلومترمربع مساحت و ۵۳٬۱۲۵ نفر جمعیت دارد.